# 佐藤真登
佐藤 真登（さとう まと）は、日本のライトノベル作家。

## 経歴
両親がともに読書家だった影響で、小学生時代から児童文学を始めとした書籍に触れてきた。また、兄姉が小説や漫画を溜め込んでいたことも読書家になったことに影響していると話している。
中学校と高校はともに吹奏楽部に入部し、自己管理ができるようになり始めた高校2年生ごろから短編を中心として執筆活動を始め、3年ほど短編小説を執筆していた。アニメを見始めた頃である大学2年生のときに初めて長編小説を執筆することを決心した。
2016年には『迷宮にて、没落少女は縦ロールを武器に成り上がる』が「ツギクルブックス創刊記念大賞」の佳作に選ばれている。後に同作は『嘘つき戦姫、迷宮をゆく』と改題されて書籍化された。2018年の第11回GA文庫大賞では、『処刑少女の生きる道（バージンロード）』（刊行時タイトル：『処刑少女の生きる道（バージンロード） -そして、彼女は甦る-』）が大賞を受賞した。GA文庫大賞にとっては大森藤ノの『ダンジョンに出会いを求めるのは間違っているだろうか』以来2作目、且つ、7年ぶりの大賞受賞作となった。

## 人物
東京都在住。
影響を受けた作家として森見登美彦・恩田陸・梨木香歩の3人の名前を挙げている。 

## 作品
- ヒロインな妹、悪役令嬢な私（イラスト：閏月戈、PASH!ブックス〈主婦と生活社〉）[8]
- 全肯定奴隷少女: 1回10分1000リン（イラスト：凪白みと、2019年7月25日、MF文庫J〈KADOKAWA〉、ISBN 978-4-04-065857-5）
- 嘘つき戦姫、迷宮をゆく（イラスト：霜月えいと、ヒーロー文庫〈主婦の友インフォス〉）[9]
- 処刑少女の生きる道 （イラスト：ニリツ、GA文庫〈SBクリエイティブ〉）[10]